# Beckholmssundet

Beckholmssundet är ett smalt sund mellan Gröna Lund, Djurgårdsstaden och Beckholmen i Stockholm.
| Beckholmssundet mot öster 1966 med Djurgården 7. |  | Beckholmssundet mot väster 2007 med Djurgårdsvarvet till höger. |
| Beckholmssundet mot öster 1966 med Djurgården 7. |  | Beckholmssundet mot väster 2007 med Djurgårdsvarvet till höger. |

Över sundet går Beckholmsbron. Vid sundets norra sida ligger Nya Djurgårdsvarvet med äldre och större båtar förtöjda, några är permanenta bostadsfartyg. På Beckholmen finns två varv med tillhörande torrdockor. Gustav V-dockan (GV-dockan) och Östra dockan drivs av Stockholms reparationsvarv. Den mindre Västra dockan drivs av Beckholmens Dockförening - en sektion av Sveriges Segelfartygsförening.